# Jimmy Page
James Patrick Page OBE (Heston, 9 de janeiro de 1944) é um músico, produtor musical e compositor britânico que alcançou sucesso internacional como guitarrista da banda de rock Led Zeppelin.
Começou sua carreira como músico de estúdio em Londres e, em meados da década de 1960, tornou-se o guitarrista de sessão mais procurado na Inglaterra. Foi membro dos Yardbirds de 1966 até 1968, e posteriormente fundou o Led Zeppelin, em 1968.
Page é amplamente considerado como um dos maiores e mais influentes guitarristas de todos os tempos. A revista Rolling Stone descreveu-o como o "pontífice do poder dos riffs", sendo escolhido em enquete em terceiro lugar na lista dos "100 Maiores Guitarristas de Todos os Tempos". Em 2010 foi classificado em segundo lugar na lista dos "50 Melhores Guitarristas de Todos os Tempos". Ele foi introduzido duas vezes no Rock and Roll Hall of Fame: uma como um membro dos Yardbirds, em 1992, e uma segunda vez como um membro do Led Zeppelin, em 1995. Page foi uma inspiração para o estilo de guitarra descendente do guitarrista Johnny Ramone, dos Ramones. Ramone descreveu Page como "provavelmente o maior guitarrista que já existiu". Page foi descrito pela Uncut como "o maior e mais misterioso herói da guitarra no rock". A revista Los Angeles Times considerou Jimmy Page como o segundo maior guitarrista de todos os tempos.

## Primeiros anos
Jimmy Page nasceu em 9 de janeiro de 1944, no subúrbio de Heston, em Middlesex, Londres, que hoje faz parte do Borough londrino de Hounslow. Filho único de James Patrick Page, um gerente industrial, e Patricia Elizabeth Page (nascida Gaffikin), uma secretária pessoal de um médico e cuja família tinha ascendência irlandesa. Em 1952 eles se mudaram para Feltham, e depois novamente para Miles Road, Epsom, em Surrey, que foi onde Page se deparou com sua primeira guitarra. "Eu não sei se a guitarra foi deixada para trás pelos donos da casa antes de nós, ou se era um amigo do casal. Ninguém parecia saber por que ele estava lá". Page começou a tocar o instrumento com 12 anos, ele tomou algumas aulas nas proximidades de Kingston, mas em grande parte ele aprendeu tudo sozinho:
| “ | Quando eu cresci, não havia muitos outros guitarristas ... Havia um outro guitarrista na minha escola que realmente me mostrou os primeiros acordes que aprendi, e eu fui de lá. Eu estava entediado então aprendi sozinho a tocar guitarra ouvindo discos. Então, obviamente, era uma coisa muito pessoal. | ” |

Entre as suas primeiras influências estavam os guitarristas de rockabilly, Scotty Moore e James Burton, que tinham tocado juntos em uma gravação de Elvis Presley. A canção "Baby Let's Play House", de Presley, é citada por Page como sua inspiração para tocar guitarra. Embora ele tivesse aparecido na BBC1, em 1957, com uma Hofner President, afirmou que a sua primeira guitarra foi uma Futurama Grazioso 1959 de segunda-mão, mais tarde substituída por uma Fender Telecaster. Seus gostos musicais incluíam o skiffle (um gênero musical inglês popular na época) e tocar o folk acústico, e os sons de blues de Elmore James, B. B. King, Otis Rush, Buddy Guy, Freddie King e Hubert Sumlin. "Basicamente, esse foi o início: a mistura entre o rock e o blues."
Aos 13 anos, Page participou do show de talentos All Your Own de Huw Wheldon em um quarteto de skiffle, um desempenho que foi ao ar na BBC1 em 1957. O grupo tocou "Mama Don't Want to Skiffle Anymore" e outra canção típica americana, "In Them Ol' Cottonfields Back Home". Quando perguntado por Wheldon o que ele queria fazer depois da escolaridade, Page disse: "Quero fazer pesquisa biológica" para encontrar uma cura para o "câncer, se não for descoberto até então." Em uma entrevista à revista Guitar Player, o músico afirmou que "no início, tocava-se muitas vezes nas ruas, mas, como se dizia, tive que me adaptar e aprendi muito com isso, mas foi uma boa escola." Pegava uma guitarra da escola todos os dias só para tê-la confiscada e devolvida a ele depois da aula. Embora entrevistado para um emprego como assistente de laboratório, finalmente escolheu deixar a Danetree Secondary School, em West Ewell, para continuar com a música.
Inicialmente, teve dificuldades em encontrar outros músicos com quem pudesse tocar regularmente. Ele disse: "Não era como se houvesse uma abundância. Eu costumava tocar em muitos grupos ... qualquer um com quem eu conseguisse um show, sério." Após passagens como músico de apoiando do poeta Beat Royston Ellis no Mermaid Theatre entre 1960 e 1961, e o cantor Red E. Lewis, ele foi convidado pelo músico Neil Christian para fazer parte de sua banda, The Crusaders, depois de vê-lo com quinze anos de idade tocando em um salão local. Page excursionou com Christian durante aproximadamente dois anos e depois tocou em várias de suas gravações, incluindo o single "The Road to Love", de 1962.
Durante seu período com Christian, Page ficou gravemente doente com febre glandular (mononucleose infecciosa), e não pôde continuar em turnê. Enquanto se recuperava, decidiu colocar sua carreira musical em espera e se concentrar em sua outra paixão, a pintura, e matriculou-se na Sutton Art College em Surrey. Em uma entrevista em 1975, disse que estava "viajando o tempo todo em um ônibus por dois anos depois que deixei a escola. Tanto que estava começando a ficar realmente bom. Mas estava ficando doente, então voltei para a faculdade de arte. E isso foi uma mudança total de direção. Estava tão dedicado a tocar guitarra, eu sabia fazê-lo de tal maneira que estava me moldando para sempre. A cada dois meses eu tinha febre glandular. Assim, pelos 18 meses seguintes, eu vivia com dez dólares por semana obtendo minha força. Mas eu ainda estava tocando."

## Carreira

### Músico de sessão
Aos 14 anos, Page entrou no concurso para descoberta de talentos da ITV, “Search for Stars”. Após deixar a escola, tinha o objetivo de trabalhar como assistente de laboratório, mas o seu amor pela guitarra e pela música obrigou-o a mudar de caminho. Neil Christian do The Crusaders, convidou-o para se juntar à banda, o que lhe trouxe a sua primeira experiência de digressões, e onde entrou pela primeira vez em um estúdio para a gravação de um single, “The Road to Love”.
Enquanto estudante, Page tocou muitas vezes no Marquee com bandas como: Cyril Davis All Stars, Alexis Korner’s Blues Incorporated e com os guitarristas Jeff Beck e Eric Clapton. Uma noite foi visto por John Gibb dos Silhouettes, que lhe pediu para ajudar gravar uns singles para a EMI, "The Worrying Kid" e "Bald Headed Woman", mas só após ter recebido um convite de Mike Leander da Decca Records é que Page começou a ter trabalho certo como músico de estúdio.  A sua primeira gravação para esta editora, o single de “Jet Harris & Tony Meehan”, “Diamonds", chegou a Nº 1 de vendas nas tabelas de 1963.

### Yardbirds

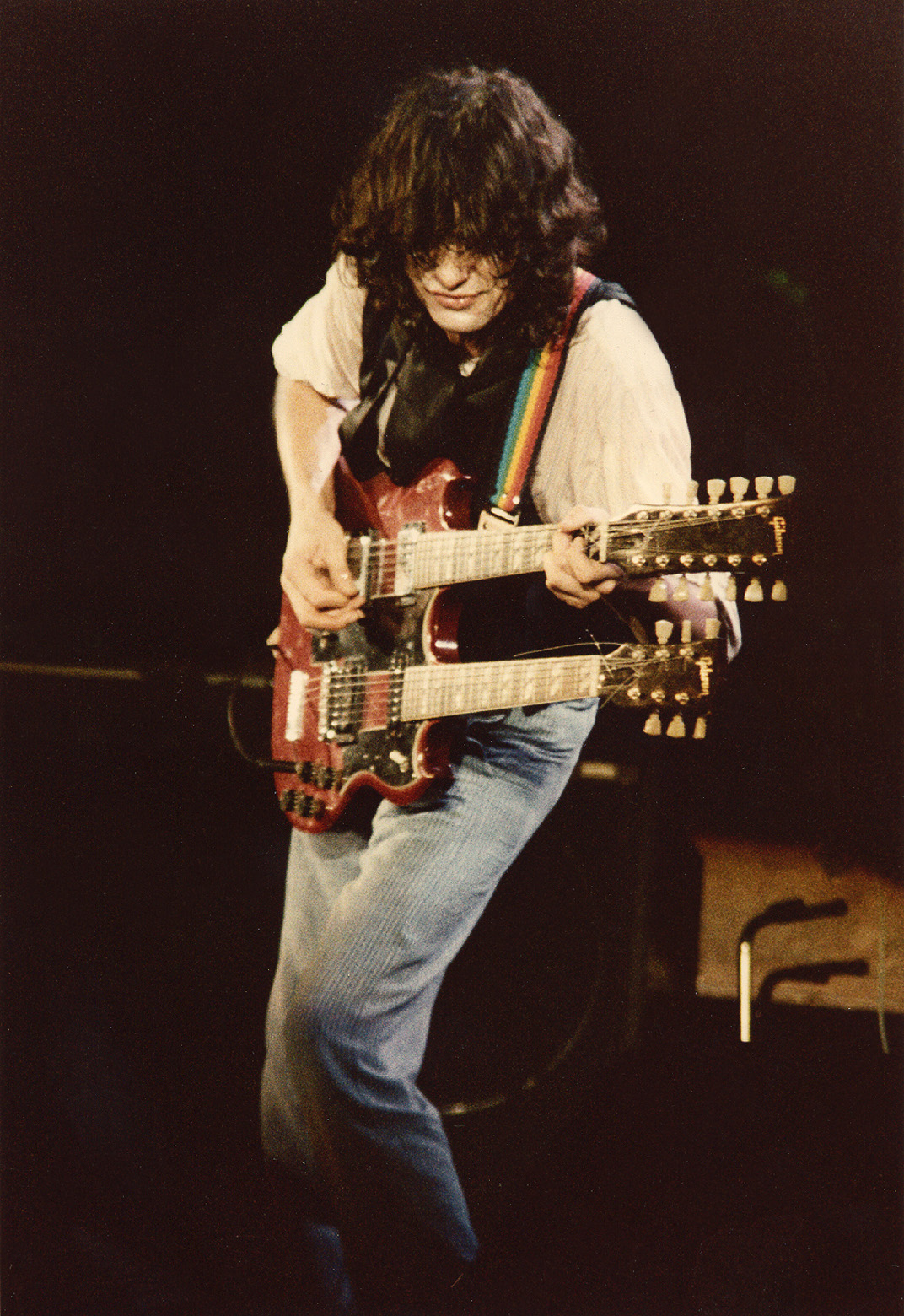
Page tornou-se conhecido por tocar uma guitarra double-necked Gibson.

Depois de fazer alguns trabalhos com Micky Finn e Carter Lewis and The Southerners, Page dedicou-se por completo ao trabalho de estúdio, incluindo "Twist and Shout" de Brian Poole and The Tremeloes, "Just like Eddie" dos Heinz e em 1964, "Heart of Stone" dos Rolling Stones, "As Tears Go By" de Marianne Faithfull, "Tobacco Road" dos The Nashville Teens, “The Crying Game” de Dave Berry, e "Shout", de Lulu. Sob os auspícios do produtor Shel Talmy, Page gravou “You really got me” dos Kinks, (embora houvesse uma disputa sobre quem teria tocado “guitarra solo”, se Page ou Ray Davies); gravou as partes de guitarra de “Baby please don’t go” do Them e o solo de guitarra no primeiro single do The Who, "I can’t explain", embora neste caso também exista um desacordo sobre a utilização ou não dessa gravação. Em 1965, Page foi contratado pelo empresário dos Rolling Stones, Andrew Loog Oldham, o que lhe deu acesso a tocar em faixas de John Mayall, Nico e Eric Clapton, na recém formada Immediate Records. Page também fez uma parceria breve com a sua namorada da altura, Jackie DeShannon. Ele também compôs e gravou músicas para John Williams. Estima-se que Jimmy Page tenha participado em 60% da música rock gravada em Inglaterra entre 1963 e 1966.
Após ter sido convidado a substituir Eric Clapton nos Yardbirds em Março de 1965, Page declinou a oferta e sugeriu o seu amigo Jeff Beck. Em Maio de 1966, o baterista Keith Moon, o baixista John Paul Jones, o teclista Nicky Hopkins, Jeff Beck e Page gravaram "Beck’s bolero". A experiência deu a Page a ideia de formar uma banda com John Entwistle no baixo (em vez de Jones), porém a falta de um vocalista de qualidade e problemas contratuais mandaram o projecto abaixo como um “zeppelin de chumbo" (led). Passado pouco tempo foi oferecida outra vez a Page a oportunidade de se juntar aos Yardbirds e começou por tocar guitarra baixo com o grupo após a partida de Paul Samwell-Smith, até que Chris Dreja se moveu para o baixo, passando Page a dividir a guitarra com Jeff Beck. O potencial musical da formação entretanto afundava-se devido aos conflitos interpessoais causados pelas constantes digressões e à falta de sucesso comercial.
Page decidiu deixar seu trabalho em estúdios quando a crescente influência da Stax Records na música popular levou à maior incorporação de arranjos orquestrais para gravações em detrimento das guitarras. No entanto, ele afirmou que seu tempo como tocador de estúdios serviu como uma escolaridade muito boa para o seu desenvolvimento como músico:
{{cquote|Meu trabalho em estúdios foi inestimável. Em um ponto eu estava tocando em pelo menos três sessões por dia, seis dias por semana! E eu raramente sabia de antemão o que eu estava indo tocar. Mas eu aprendi coisas mesmo em minhas piores sessões - e acreditem, eu toquei algumas coisas horrendas. Eu finalmente desisti depois que eu comecei a receber chamadas para criar a Muzak. Eu decidi que não poderia viver mais nessa vida, mas estava ficando muito chato. Eu acho que foi o destino pois uma semana depois que eu tinha parado de fazer sessões, Paul Samwell-Smith deixou a banda The Yardbirds, e eu era capaz de tomar o seu lugar. Mas ser músico era uma boa diversão no começo - a disciplina no estúdio era grande. Eles haviam acabado de contar a canção fora, e você não poderia cometer erros.

### A formação do Led Zeppelin
Apesar da partida de Keith Relf e Jim McCarty em 1968, Page preferiu continuar com o grupo com uma formação nova e com o nome, The New Yardbirds.  Após uma mão cheia de espectáculos realizados na sua primeira digressão, os “New Yardbirds” mudaram o nome para Led Zeppelin.
As experiências passadas por Page em estúdio com os Yardbirds foram críticas para o sucesso dos Led Zeppelin na década de 1970.  Como produtor, compositor e guitarrista para a banda, Page era uma das maiores forças do rock nessa época, com sua guitarra Gibson Les Paul e amplificadores Marshall. O uso de diversas técnicas, tanto a tocar a guitarra como em gravação fizeram dos Led Zeppelin um protótipo para as futuras bandas rock, em especial para o chamado Hard Rock. Page se tornou especialmente conhecido por tocar sua Les Paul com um arco de violino, o que acabou entrando para o folclore do Rock.
O solo que Jimmy Page toca na canção "Stairway to Heaven" é considerado por muitos o melhor solo de guitarra de todos os tempos.

### Pós Led Zeppelin
Após a separação dos integrantes da banda Led Zeppelin, em 1980, Page tentou dar forma a um super grupo com ex membros dos Yes que se chamaria XYZ mas que não deu em nada. Em 1982, foi convidado pelo realizador Michael Winner para gravar a trilha sonora do filme Death wish III. Page fez um retorno bem sucedido aos palcos com a série de concertos de caridade “ARMS Charity” em 1983. Page juntou-se a RoyHarper para a gravação de um álbum e digressão. Em 1984, gravou com Robert Plant “In the guise of The Honeydrippers”. Vários outros projectos se seguiram como The Firm, com Paul Rodgers, trabalho de estúdio para Graham Nash, Box of Frogs, e Robert Plant, um álbum a solo Outrider, uma colaboração com David Coverdale em Coverdale Page, e um álbum ao vivo dos Black Crowes.
Em 1994, Page reúne-se com Robert Plant para o penúltimo MTV "Unplugged". O especial de 90 minutos chamado "UnLedded" foi premiado com as mais altas audiências da história da MTV. A trilha sonora desse concerto seria editada em 1995 como No quarter. Depois de uma digressão altamente bem sucedida em 1995 para a divulgação de “No quarter”, Page e Plant gravaram Walking into Clarksdale em 1998, o primeiro CD completo juntos desde 1979. Page foi um membro dos Led Zeppelin que deixou sempre aberta a opção para uma reunião do grupo.
Desde 1990, Jimmy Page envolveu-se em vários concertos de caridade e trabalhos afins, particularmente em The action for Brazil’s children trust (ABC Trust), fundado pela sua esposa Jimena Gomez-Paratcha em 1998. Jimmy Page foi homenageado pela banda brasileira cover de Led Zeppelin, Led Brazil, como forma de agradecimento pela colaboração do guitarrista com a causa das crianças de rua, auxiliado pela Task Brazil. Em 2008 participou do documentário "A todo volume" [It Might Get Loud], do diretor Davis Guggenheim, ao lado do The Edge (U2) e jack White (White Stripes).
Em novembro de 2006, o Led Zeppelin foi introduzido no UK Music Hall of Fame. A transmissão televisiva do evento consistiu em uma introdução para a banda por vários admiradores famosos (incluindo Roger Taylor, Slash, Joe Perry, Steven Tyler, Jack White e Tony Iommi), uma apresentação de um prêmio para Jimmy Page, e depois um curto discurso do guitarrista. Depois disso, o grupo de rock Wolfmother desempenhou um tributo ao Led Zeppelin, tocando a música "Communication Breakdown".

### Reunion Concert
Em 10 de dezembro de 2007, todos os ex-integrantes do Led Zeppelin se reuniram e fizeram um show em Londres, no The O2 Arena, chamado de Reunion Concert, o Ahmet Ertegun Tribute Concert, a ocasião foi a comemoração e um tributo a Ahmet Ertegün, o fundador da Atlantic Records.
Para substituir John Bonham, seu filho, Jason Bonham deu conta do recado. Isso fez com que as expectativas de uma turnê de reunião aumentassem, porém, desde 2007, nenhuma reunião do Led Zeppelin ocorreu novamente.

### As guitarras
Jimmy Page sempre foi conhecido por fazer o uso extensivo das guitarras Gibson Les Paul, tendo por muitas vezes usado versões modificadas dessas guitarras de maneira a conseguir timbres variados. Entre essas modificações, uma que ficou famosa foi a colocação de botões sob o escudo da guitarra que eram usados para defasar um dos captadores.

## Vida pessoal
Page viveu com a modelo francesa Charlotte Martin desde 1970 até 1983. Ele a chamava de "minha dama". Juntos, eles têm uma filha, Scarlet Page (nascida em março de 1971), que é fotógrafa.
Em 1972 Jimmy conheceu Lori Madox, que na época tinha apenas 14 anos. Page mandou que Richard Cole fosse conversar com ela, segundo Cole contou em uma biografia lançada em 1992. “Jimmy me disse que vai ter você quer você queira ou não. Então não se mova, ou eu vou machucar você”, disse o empresário para a garota. Em seguida, ele a levou para o hotel em que Jimmy estava hospedado, em Hollywood. Madox, que diz ter se apaixonado por Jimmy quase instantaneamente, admite ter sido mantida em segredo para evitar que Page fosse descoberto e preso. Jimmy e Lori "namoraram" por alguns meses até que Page a deixou por Bebe Buell.
De 1986 a 1995, Page foi casado com Patricia Ecker, uma modelo americana. Eles têm um filho, James Patrick Page III (nascido em Abril de 1988). Page mais tarde se casou Jimena Gómez-Paratcha, que ele conheceu na turnê No Quarter no Brasil. Juntos, eles têm três filhos: Jana (nascida em 1995), Zofia Jade (nascida em 1997) e Ashen Josan (nascido em 1999). Page e Paratcha divorciaram-se em 2008.
Em 1972 Page comprou, de Richard Harris, a casa que William Burges (1827-1881) desenhada pelo próprio; a The Tower House, em Londres. "Eu tinha interesse de voltar para minha adolescência no movimento pré-rafaelita e a arquitetura de Burges", disse ele. "Que mundo maravilhoso para descobrir." A reputação de Burges repousa sobre seus projetos extravagantes e sua contribuição para o revival da arquitetura gótica do século XIX. De 1980 até 2004, foi proprietário da The Mill House, Mill Lane, Windsor, que antigamente era a casa do ator Michael Caine. Naquela mansão morreu o baterista e membro do Led Zeppelin John Bonham.
De acordo com a lista do jornal The Sunday Times, os trabalhos ativos de Page renderam-lhe cerca de 75 milhões de libras esterlinas, ele atualmente reside em Sonning, Berkshire.

### Vício em drogas
Page reconheceu o seu vício ao longo dos anos 1970. Em entrevista à revista Guitar World em 2003, ele declarou: "Eu não posso falar pelos outros membros [da banda], mas para mim as drogas eram parte integrante da coisa toda, desde o início, até o fim". Após a turnê da banda nos Estados Unidos, em 1973, o músico disse a Nick Kent, "Oh, todo mundo passou por cima algumas vezes. Eu sei que eu fiz e, para ser honesto com você, eu não me lembro muito do que aconteceu".
Em 1975 começou a usar heroína, fato atribuído a Richard Cole, que declarou que ele (além de si mesmo) estava tomando o medicamento durante as sessões de gravação do álbum Presence, e que naquele ano, Page admitiu a ele pouco depois que estava viciado em drogas. Em uma entrevista que deu à revista Q, em 2003, respondeu a uma pergunta sobre se ele lamenta ter ficado tão envolvido em heroína e cocaína:
| “ | Eu não me arrependo nada, porque quando eu precisava ser muito focado, eu estava muito focado. É isso aí. Ambos Presence e In Through the Out Door só foram registados em três semanas: a de que realmente está acontecendo alguma. Você tem que estar em cima dele. | ” |

### Interesse pelo ocultismo
O aparecimento dos quatro símbolos na capa do quarto álbum tem sido associado ao interesse de Page no ocultismo. Os quatro símbolos representando cada um dos membros da banda. O próprio Page chamava de "ZoSo". O próprio ZoSo teria aparecido pela primeira vez no livro Ars Magica Arteficii, de 1557, escrito pelo alquimista Gerolamo Cardano, onde foi identificado como um sigilo que consiste em signos do zodíaco. O símbolo também foi reproduzido no Dicionário de Ocultismo e Símbolos Alquímicos, de Fred Gettings, publicado em 1982.
Durante os passeios e apresentações após o lançamento do quarto álbum, Page muitas vezes tinha o símbolo ZoSo bordado em suas roupas, junto com os signos do zodíaco. Estes eram visíveis principalmente em seu "terno do dragão", que incluía os sinais de Capricórnio, Escorpião e Câncer que podem vir a ser o Sol, Ascendente e Lua do músico.
A capa do álbum Led Zeppelin IV é de uma pintura de autoria de William Holman Hunt, uma pintura a óleo que Jimmy encontrou na cidade de Reading, na Inglaterra. A capa foi inspirada na carta homônima no Baralho de Tarot The Hermit (O Eremita). Page transforma-se em um personagem durante sua sequência de fantasia no filme-concerto The Song Remains the Same.
No início da década de 1970, Page era dono da livraria e editora oculta "The Equinox Booksellers and Publishers" em Kensington High Street, Londres, que acabou fechando com o crescente sucesso do Led Zeppelin e pela falta de tempo suficiente para se dedicar a ela. Page tem mantido um forte interesse em Aleister Crowley por muitos anos.
Foi contratado para escrever a trilha sonora para o filme Lucifer Rising por outro ocultista e admirador de Crowley, o diretor de cinema subterrâneo Kenneth Anger. Page finalmente produziu 23 minutos de música, que Anger considerou insuficiente porque o filme correu por 28 minutos e Anger queria que o filme tivesse uma trilha sonora completa. Anger alegou que Page levou três anos para entregar a música, e o produto final é de apenas 23 minutos de zumbido. O diretor também criticou o guitarrista na imprensa, chamando-o de um "diletante" no ocultismo e um viciado, e sendo também viciado em drogas para completar o projeto. Page respondeu que tinha cumprido todas as suas obrigações, mesmo indo tão longe a ponto de dar a Anger equipamentos de edição ao seu próprio filme para ajudá-lo a terminar o projeto.

## Discografia

### Com o Led Zeppelin
- 1969 - Led Zeppelin
- 1969 - Led Zeppelin II
- 1970 - Led Zeppelin III
- 1971 - Led Zeppelin IV
- 1973 - Houses of the Holy
- 1975 - Physical Graffiti
- 1976 - Presence
- 1976 - The Song Remains the Same
- 1979 - In Through the Out Door
- 1982 - Coda

### Com o The Firm
- 1985 -The Firm
- 1986 - Mean Business

### Outros
- Lord Sutch and Heavy Friends (1970)
- Lucifer Rising (1972)
- Death Wish II (1982)
- The Honeydrippers: Volume One (1984), com Robert Plant
- Whatever Happened to Jugula? (1985), com Roy Harper
- Outrider (1988)
- Coverdale Page (1993), com David Coverdale
- No Quarter (1994), com Robert Plant
- Walking into Clarksdale (1998), com Robert Plant
- Live at the Greek (2000), com The Black Crowes

Sessões de gravação pré Led Zeppelin podem ser encontradas em várias compilações
- James Patrick Page: Session Man Volume One (1990)
- James Patrick Page: Session Man Volume Two (1990)
- Jimmy's Back Pages: The Early Years (1992)
- Hip Young Guitar Slinger (2000)

## Filmes
- The Song Remains the Same (1976)
- It Might Get Loud (2008)[35]
- Fleecing Led Zeppelin (2014)